# 信夫山治貞
信夫山 治貞（しのぶやま はるさだ、1925年3月21日 - 1977年9月2日）は、福島県伊達郡保原町（現在の伊達市）出身で小野川部屋に所属した大相撲力士。本名は本間 栄（ほんま さかえ）。最高位は東関脇（1958年9月場所、同年11月場所）。現役時代の体格は177cm、109kg。得意手はもろ差し、寄り。

## 来歴
上京して小野川部屋へ入門し、1940年5月場所において、15歳で初土俵を踏んだ。当初の四股名は、本名と同じ本間。1944年、幕下入りを目前にしたところで召集され、朝鮮半島北部で敗戦を迎えた。ソ連の収容所に送られたが脱走し、偽名を使ってソウルまで逃れ、なんとか引揚船で博多港へと帰り着いた。
1946年11月場所、吾妻山の四股名（四股名はいったん本名でもある本間に戻した後、1949年10月場所で信夫山と改名した）で大相撲に復帰し、翌年11月場所で十両に昇進。しばらくは十両と幕下との間を往復したが、大関・増位山の胸を借りて実力を増し、1950年9月場所で入幕した。技能派力士として注目され、1955年1月場所では小結に昇進し、これから3場所連続で勝ち越したにもかかわらず関脇に昇進できなかったのは、小部屋で番付運が悪かったためと言われている。
研究熱心である上に私生活をも稽古として活用する力士であったと知られ、足腰を鍛えるために一本歯の高下駄をはいてつり革につかまらずに山手線を回ったり、左手の握力を強化するために左手で箸を持って米や豆をつまむ練習をしたりしたというエピソードがある。1958年3月場所の初日には新横綱の若乃花を降しているが、これは雑誌「相撲」1956年11月号の表紙に載った若乃花の写真を見て立合いを研究した成果だという。このような努力の成果もあって技能賞の常連となり、1958年5月場所は小結で10勝を挙げて5回目の技能賞を獲得、翌7月場所に漸く関脇昇進を果たした。
新関脇の場所は9勝で敢闘賞、続く9月場所に10勝で6回目の技能賞を獲得したときは大関も期待されたが、翌場所は負け越し、以降は古傷の腰痛が悪化して十両まで落ち、椎間板ヘルニアに罹ったために1960年9月場所限りで引退した。
引退後は年寄・竹縄から同・山響を襲名し、小野川部屋からの独立の準備を進めていたが、当時の出羽一門の「分家独立を許さず」の方針の前に独立を断念。1965年9月に日本相撲協会を去り、1977年9月2日、脳出血のため東京都内の病院で亡くなった。52歳没。
鋭い出足からのもろ差しの型を得意とし、「りゃんこの信夫」というあだ名がつけられた（「りゃんこ（両個）」とは、刀を二本差しにしていることに由来する武士の俗称）。同時期のもろ差しの型を得意にした力士には、鶴ヶ嶺がいるが、右四つから撒きかえる鶴ヶ嶺とは異なり、信夫山はいきなりもろ差しになって差し手を上に返す取り口であった。モンロー・ウォークに似た歩き方にも特徴があり、容姿はジョン・ウェインに似ていたため、特に若い女性に人気があった。出足でみせるすり足は「土俵の砂に二本のレールの跡が残る」と言われたほど基本に忠実で見事なものであった。

## 主な成績・記録
- 通算成績：403勝392敗50休 勝率.507
- 幕内成績：308勝322敗15休 勝率.489
- 現役在位：65場所
- 幕内在位：43場所
- 三役在位：9場所（関脇3場所、小結6場所）
- 三賞：8回
  - 殊勲賞：1回 (1957年1月場所)
  - 敢闘賞：1回 (1958年7月場所)
  - 技能賞：6回 (1954年1月場所、1954年9月場所、1955年1月場所、1955年5月場所、1958年5月場所、1958年9月場所)
- 金星：7個（東富士1個、鏡里2個、吉葉山2個、若乃花1個、朝潮1個）
- 各段優勝
  - 幕下優勝：1回 (1949年9月場所)
  - 三段目優勝：1回 (1944年5月場所)

### 場所別成績
|                     | 春場所             | 夏場所                  | 秋場所                |
| ------------------- | ------------------ | ----------------------- | --------------------- |
| 1940年 （昭和15年） | x                  | （前相撲）              | x                     |
| 1941年 （昭和16年） | （前相撲）         | 西序ノ口32枚目 4–4      | x                     |
| 1942年 （昭和17年） | 西序二段72枚目 5–3 | 西序二段11枚目 6–2      | x                     |
| 1943年 （昭和18年） | 東三段目39枚目 4–4 | 東三段目25枚目 5–3      | x                     |
| 1944年 （昭和19年） | 東三段目2枚目 3–5  | 西三段目13枚目 優勝 5–0 | 西幕下18枚目 – 兵役   |
| 1945年 （昭和20年） | x                  | x                       | x                     |
| 1946年 （昭和21年） | x                  | 国技館修理 のため中止   | 西幕下14枚目 5–2      |
| 1947年 （昭和22年） | x                  | 西幕下3枚目 3–2         | 東十両14枚目 3–8      |
| 1948年 （昭和23年） | x                  | 東幕下5枚目 5–1         | 東十両11枚目 2–9      |
| 1949年 （昭和24年） | 東幕下5枚目 7–5    | 東十両15枚目 5–10       | 東幕下3枚目 優勝 12–3 |
| 1950年 （昭和25年） | 西十両10枚目 11–4  | 西十両筆頭 10–5         | 東前頭17枚目 11–4     |
| 1951年 （昭和26年） | 東前頭8枚目 5–10   | 西前頭12枚目 6–9        | 東前頭15枚目 8–7      |
| 1952年 （昭和27年） | 西前頭14枚目 9–6   | 東前頭11枚目 9–6        | 西前頭4枚目 2–13      |

| | 一月場所 初場所（東京） | 三月場所 春場所（大阪） | 五月場所 夏場所（東京） | 七月場所 名古屋場所（愛知） | 九月場所 秋場所（東京）  | 十一月場所 九州場所（福岡） |
| --- | ----------------------- | ----------------------- | ----------------------- | --------------------------- | ------------------------ | --------------------------- |
| 1953年 （昭和28年） | 東前頭11枚目 7–8        | 西前頭12枚目 9–6        | 東前頭11枚目 9–6        | x                           | 西前頭5枚目 7–8          | x                           |
| 1954年 （昭和29年） | 東前頭6枚目 10–5 技     | 西前頭2枚目 7–8         | 東前頭3枚目 7–8         | x                           | 東前頭4枚目 10–5 技★     | x                           |
| 1955年 （昭和30年） | 東小結 8–7 技           | 西小結 8–7              | 西小結 9–6 技           | x                           | 東小結 6–9               | x                           |
| 1956年 （昭和31年） | 東前頭3枚目 2–9–4 ★     | 西前頭9枚目 9–6         | 西前頭3枚目 4–11        | x                           | 東前頭7枚目 10–5         | x                           |
| 1957年 （昭和32年） | 西前頭筆頭 9–6 殊★      | 東小結 3–12             | 東前頭4枚目 6–9 ★       | x                           | 東前頭7枚目 10–5         | 東前頭筆頭 3–3–9            |
| 1958年 （昭和33年） | 西前頭7枚目 9–6 ★       | 東前頭4枚目 9–6 ★       | 西小結 10–5 技          | 西関脇 9–6 敢               | 東関脇 10–5 技           | 東関脇 5–10                 |
| 1959年 （昭和34年） | 東前頭筆頭 8–7          | 東前頭筆頭 7–8          | 東前頭2枚目 7–8 ★       | 東前頭3枚目 4–11            | 東前頭8枚目 2–11–2       | 東前頭14枚目 10–5           |
| 1960年 （昭和35年） | 西前頭6枚目 4–11        | 西前頭12枚目 6–9        | 西前頭16枚目 5–10       | 東十両4枚目 休場 0–0–15     | 東十両18枚目 引退 0–0–15 | x                           |
| 各欄の数字は、「勝ち-負け-休場」を示す。 優勝 引退 休場 十両 幕下 三賞：敢=敢闘賞、殊=殊勲賞、技=技能賞 その他：★=金星 番付階級：幕内 - 十両 - 幕下 - 三段目 - 序二段 - 序ノ口 幕内序列：横綱 - 大関 - 関脇 - 小結 - 前頭（「#数字」は各位内の序列） |                         |                         |                         |                             |                          |                             |

### 幕内対戦成績
| 愛知山   | 6    | 0    | 青ノ里 | 2    | 2  | 朝汐(米川) | 7(1) | 18   | 東海         | 1     | 0     |  |  |  |
| 東富士   | 1    | 2    | 愛宕山 | 3    | 2  | 安念山     | 8    | 5(1) | 泉洋         | 4     | 2     |  |  |  |
| 岩風     | 1    | 2    | 宇田川 | 0    | 1  | 及川       | 2    | 0    | 追手山       | 0     | 1     |  |  |  |
| 大岩山   | 2    | 4    | 大内山 | 10   | 9  | 大瀬川     | 1    | 1    | 大ノ海       | 2(1)  | 1     |  |  |  |
| 大昇     | 7    | 4    | 大蛇潟 | 2    | 6  | 海山       | 6    | 4    | 甲斐錦       | 1     | 0     |  |  |  |
| 甲斐ノ山 | 4    | 3    | 鏡里   | 5(1) | 9  | 柏戸       | 0    | 1    | 神錦         | 3     | 3     |  |  |  |
| 北の洋   | 13   | 13   | 北葉山 | 0    | 5  | 清恵波     | 4    | 4    | 清ノ森       | 0     | 2     |  |  |  |
| 鬼竜川   | 3    | 0    | 九州錦 | 1    | 4  | 国登       | 7    | 4    | 鯉ノ勢       | 1     | 0     |  |  |  |
| 高津山   | 1    | 1    | 小坂川 | 1    | 1  | 琴ヶ濱     | 4    | 16   | 櫻國         | 1     | 0     |  |  |  |
| 潮錦     | 14   | 7    | 嶋錦   | 4    | 6  | 清水川     | 4    | 4    | 大鵬         | 0     | 2     |  |  |  |
| 大龍     | 1    | 0    | 高錦   | 0    | 1  | 玉乃海     | 9    | 11   | 玉響         | 1     | 1     |  |  |  |
| 鶴ヶ嶺   | 9(1) | 7    | 輝昇   | 2    | 3  | 十勝岩     | 1    | 1    | 時津山       | 13(1) | 14    |  |  |  |
| 時錦     | 4    | 1    | 名寄岩 | 4    | 3  | 白龍山     | 1    | 0    | 羽黒山       | 0     | 1     |  |  |  |
| 羽子錦   | 1    | 2    | 緋縅   | 0    | 4  | 備州山     | 2    | 1    | 広瀬川       | 7     | 3     |  |  |  |
| 福ノ海   | 1    | 0    | 福ノ里 | 1    | 0  | 房錦       | 6    | 4    | 藤田山       | 1     | 1     |  |  |  |
| 冨士錦   | 0    | 1    | 二瀬山 | 6    | 4  | 双ツ龍     | 12   | 6    | 不動岩       | 2     | 1     |  |  |  |
| 星甲     | 4    | 3(1) | 松登   | 16   | 13 | 三根山     | 7    | 10   | 宮錦         | 6     | 2     |  |  |  |
| 明歩谷   | 1    | 0    | 豊山   | 1    | 0  | 吉田川     | 5    | 3    | 芳野嶺       | 3     | 2     |  |  |  |
| 吉葉山   | 3    | 1    | 若嵐   | 1    | 0  | 若杉山     | 1    | 1    | 若瀬川       | 7     | 8     |  |  |  |
| 若秩父   | 2    | 3    | 若ノ海 | 4(1) | 3  | 若乃國     | 2    | 2    | 若乃花(初代) | 4     | 17(1) |  |  |  |
| 若羽黒   | 7    | 9    | 若葉山 | 7    | 10 | 若前田     | 4    | 10   | 若三杉       | 0     | 4     |  |  |  |